# Équipe d'Égypte féminine de volley-ball
L'équipe d'Égypte féminine de volley-ball est composée des meilleures joueuses égyptiennes sélectionnées par la Fédération égyptienne de volley-ball (Egyptian Volleyball Federation, EVF). Elle est actuellement classée au 38e rang de la Fédération internationale de volley-ball au 25 août 2023.

## Sélection actuelle
Sélection pour les qualifications aux championnats du monde 2010.
Entraîneur :  Emad Nawar ; entraîneur-adjoint :  Ahmed Fathy

## Palmarès et parcours

### Palmarès
- Championnat d'Afrique de volley-ball féminin (3)  :
  - Vainqueur : 1976, 1989, 2003
  - Finaliste : 1985, 1991, 1993, 2023
- Jeux africains   :
  - 1987: 
  - 1991: 
  - 1995: 
  - 1999: 
  - 2003:

### Parcours

#### Championnat du monde de volley-ball féminin
| - 1952 : non participant - 1956 : non participant - 1960 : non participant - 1962 : non participant - 1967 : Non qualifié - 1970 : Non qualifié - 1974 : Non qualifié - 1978 : Non qualifié - 1982 : Non qualifié - 1986 : Non qualifié | - 1990 : 16e - 1994 : Non qualifié - 1998 : Non qualifié - 2002 : 22e - 2006 : 22e - 2010 : Non qualifié - 2014 : Non qualifié |

#### Coupe du monde
| - 1973 : Non qualifiée - 1977 : Non qualifiée - 1981 : Non qualifiée - 1985 : Non qualifiée - 1989 : Non qualifiée - 1991 : Non qualifiée - 1995 : 12e - 1999 : Non qualifiée - 2003 : 12e - 2007 : Non qualifiée | - 2011 : Non qualifiée |

#### Championnat d'Afrique de volley-ball féminin
| - 1976 : Vainqueur - 1985 : Finaliste - 1987 : 3e - 1989 : Vainqueur - 1991 : Finaliste - 1993 : Finaliste - 1995 : Non qualifié - 1997 : Non qualifié - 1999 : Non qualifié - 2001 : Non qualifié - 2003 : Vainqueur | - 2005 : 3e - 2007 : 4e - 2009 : Non qualifié - 2011 : 3e - 2013 : 5e - 2015 : Non qualifié - 2017 : 3e - 2019 : 4e - 2021 : Non qualifié - 2023 : Finaliste |

#### Jeux africains
| - 1978 : Abandon - 1987 : Vainqueur - 1991 : Finaliste - 1995 : 3e - 1999 : Finaliste - 2003 : Finaliste - 2007 : 9e - 2011 : non qualifiée - 2015 : 3e - 2019 : non qualifiée - 2023 : Vainqueur |

### Championnat arabe
- 1988 : Vainqueur